# 劉成魁
劉成魁為中國清朝武官官員，本籍浙江。劉成魁於1810年（嘉慶15年）奉旨接替蔡安國，於台灣地區擔任澎湖水師協副將。而隸屬台灣鎮之下的此官職職等為正二品，是台灣清治時期的這階段，扼守台灣海峽的重要武將，並統帥兩標水營，數千名水師兵勇。
| 前任： 蔡安國 | 澎湖水師協副將 1810年上任 | 繼任： 李文瀾 |